# Glenn Hetrick
Glenn Hetrick (nacido el 8 de julio de 1972) es un artista, diseñador de efectos especiales, y de maquillaje, originario de Hellertown, Pennsylvania. Ha trabajado extensamente en cine y televisión, entre sus trabajos más destacados esta el ser el maquillista principal en varias producciones, incluyendo las películas de Los juegos del hambre y Legion, además de muchas series de televisión que incluyen Buffy la caza vampiros, Ángel, Crossing Jordan, Heroes y CSI: NY. Su antigua compañía, Optic Nerve Studios, ganó numerosos premios Emmy por su trabajo en Buffy, The X-Files y Babylon 5, y fue nominada para nueve premios adicionales.
Hetrick también se desempeña como diseñador de vestuario para Lady Gaga. Ocasionalmente ha actuado en pequeños papeles relacionados con maquillaje especial. Se graduó en el York College of Pennsylvania, donde fue miembro de Tau Kappa Epsilon. Actualmente Hetrick es el juez principal de la serie de televisión Face Off.

## Carrera

### Face Off
Hetrick es conocido por ser el juez principal en la serie original de Syfy llamada Face Off que presenta a artistas del maquillaje en el mundo del cine y la televisión donde compiten por $100,000, Hetrick es el único personaje presente en todos los episodios de las 10 temporadas de la serie.